# Josef Henrik Meyersson
Josef Henrik Meyersson, född 14 december 1784 i Alt-Strelitz, Mecklenburg-Strelitz, död 1844 i Uppsala, var en tyskfödd handlare, skådespelare och konstnär. 
Meyersson drev en handelsrörelse i Stockholm. Han tillhörde och var delägare i Löfholmens teatersällskap 1828-1830 där han förutom aktör även fungerade som dekorationsmålare och pjäsförfattare. Han utgav 1844 operan Necken eller elfspelet med musik av Johan van Boom.